# Markéta Irglová
Markéta Irglová (Valašské Meziříčí, 28 febbraio 1988) è una musicista, cantante e attrice ceca con cittadinanza islandese.
Inizia a studiare pianoforte all'età di 7 anni. Due anni dopo il padre le regala una chitarra, strumento del quale si innamora immediatamente.
Collabora con Glen Hansard della band The Frames, che incontrò all'età di 13 anni quando lo stesso Hansard visitò la città natale della Irglová, Valašské Meziříčí. Due anni dopo fu invitata ad unirsi a lui nelle sue tournée, ed insieme si esibirono come The Swell Season. Proprio con questo nome è stato chiamato il loro album. I due giovani si sono fidanzati durante le riprese del film Once, per poi lasciarsi nel 2009 ma rimanendo buoni amici e continuando a collaborare.
Nel 2007 recita con Hansard nel film indipendente Once, diretto da John Carney, per il quale hanno scritto tutte le canzoni che ne compongono la colonna sonora.
Una delle canzoni, Falling Slowly, è stata molto acclamata e vinse il Critics Choice Award come miglior canzone originale. Sempre per Falling Slowly Markéta Irglová vinse un Premio Oscar come miglior canzone, diventando la prima donna ceca a vincere un Oscar e la più giovane persona a vincere un Oscar in una categoria musicale, avendo 19 anni all'epoca. Lei e Hansard hanno cantato la canzone alla serata degli Oscar 2008 presso il Kodak Theatre di Los Angeles. Nella sua carriera la Irglová ha ottenuto un'altra candidatura ai Grammy 2008, oltre quella per Falling Slowly.
Sempre nel 2007 hanno fatto parte, lei e Hansard, della colonna sonora di Io non sono qui, film biografico su Bob Dylan, interpretando You Ain't Goin' Nowhere dello stesso Dylan.
Dopo un terzo album con Glen Hansard il duo The Swell Season si scioglie e Marketa prosegue per la carriera solista.
Il suo esordio avviene nel 2011 con l'album Anar.
Ha fatto da guest star in una puntata de I Simpson.

## Discografia

### Album
- 2011 – Anar
- 2014 – Muna
- 2022 – Lila

### EP
- 2020 – Among the Living (feat. Siggi String Quartet e Aida Shahghasemi)
- 2021 – Mother (con The Webb Sisters feat. Manuel Barreto, Mio, Marja Gaynor e Patrick Dexter)

### Singoli
- 2009 – To staci (con Zuzana Irglová)
- 2012 – Mejsó (con Zrní)
- 2018 – River (con Lizzie Weber)
- 2020 – Quintessence (feat. Emilíana Torrini e Aukai)
- 2020 – Nuestra canción (con Andrés Suárez)
- 2021 – Take on a Thousand Forms (con Mirabai Ceiba)
- 2021 – Magdalena (feat. Schola Cantorum e Peter Moc)
- 2022 – Mögulegt/Possible
- 2022 – My Roots Go Deep
- 2022 – The Season
- 2022 – Girl from a Movie
- 2022 – Padre (con Claudio Chieffo)
- 2022 – Respiro (con Isabella Bretz e Rodrigo Lana)
- 2022 – Až tu budeš s námi (con Tomáš Kačo)
- 2023 – Happy

#### Come featuring
- 2013 – I Sleep Alone (Charlie Straight feat. Markéta Irglová)
- 2020 – Kleine Weile (Katja von Bauske feat. Markéta Irglová)
- 2022 – Take Heart (Glen Hansard feat. Ukrainian Action e Markéta Irglová)

### Con i The Swell Season
Album in studio
- 2006 – The Swell Season
- 2009 – Strict Joy

Colonna sonora
- 2007 – Once